# Akira Kuryū
Akira Kuryū (栗生 明, Kuryū Akira), né en 1947, est un architecte japonais connu pour ses réalisations de nombreux musées au Japon. En comparaison avec ses contemporains, Kuryū a commencé sa carrière plus tard que les autres architectes japonais de renom.

## Biographie
Diplômé de l'université Waseda, Akira Kuryū travaille d'abord avec Fumihiko Maki, célèbre architecte japonais, chez Maki & Associates puis est professeur associé au département des études Maki de l'université de Tokyo. En 1987, il crée son agence Akira Kuryū Architect & Associates. Depuis lors il travaille sur de nombreux projets dont une série de bâtiments de musée largement remarqués par le public tels que le musée mémorial Naomi Uemura (1994) ou le mémorial national de la paix pour les victimes de la bombe atomique de Nagasaki (2003). Il est lauréat de nombreux prix comme le prix de l'Institut d'architecture du Japon, le prix de l'Académie japonaise des arts, le prix Kenneth F. Brown Asie-Pacifique Culture et Architecture Design. Avec ces conceptions architecturales réussies, Akira Kuryū a acquis une excellente réputation dans le domaine de l'architecture au Japon.

## Quelques réalisations
- 1988 : Carnival Showcase
- 1994 : Musée mémorial Naomi Uemura
- 1995 : Patrie+Kiyosato Museum of Photographic Arts (K*MoPA)
- 1996 : Core Yamakuni (Amenity Town)
- 1996 : Okazaki Mindscape Museum
- 2001 : Byodoin Museum Hoshokan : Temple Museum
- 2001 : Memorial Academium of Toin Gakuen
- 2004 : Mémorial national de la paix pour les victimes de la bombe atomique de Nagasaki
- 2004 : Shizuoka International Garden and Horticulture Exhibition+Hamanako Garden Park

## Source de la traduction
- (en) Cet article est partiellement ou en totalité issu de l’article de Wikipédia en anglais intitulé « Akira Kuryu » (voir la liste des auteurs).
- Notices d'autorité :   - VIAF
  - ISNI
  - LCCN
  - Japon
  - CiNii
  - Corée du Sud
  - WorldCat